# تاماس جاسبر
تاماس جاسبر (بالمجرية: Gáspár Tamás)‏ هو مصارع رياضي مجري، ولد في 19 يوليو 1960 في بودابست في المجر.

## وصلات خارجية
- تاماس جاسبر على موقع قاعدة بيانات المصارعة الدولية (الإنجليزية)
- تاماس جاسبر على موقع أوليمبيديا (الإنجليزية)
- تاماس جاسبر على موقع اللجنة الأولمبية المجرية (الهنغارية)